# Linguistische Unsicherheit
Linguistische Unsicherheit (manchmal auch sprachliche Unsicherheit) bezeichnet in der Soziolinguistik ein Gefühl von Angst oder Unsicherheit eines Sprechers hinsichtlich seiner eigenen Varietät. Häufig hängt dies mit dem Gefühl zusammen, dass der eigene Sprachgebrauch von der Norm oder von einem erwarteten Stil abweicht.
William Labov war einer der Ersten, die den Terminus linguistic insecurity in Form eines Indexes quantifizierten. In der Perzeptionsdialektologie hat das Konzept seit den 1990er Jahren einen festen Platz eingenommen. Preston unterscheidet demnach drei Arten der linguistischen Unsicherheit:
- individuelle Unsicherheit
- regionale Unsicherheit
- individuell-regionale Unsicherheit[2]

Je nach der Verortung des Phänomens im Individuum, in der (dialektalen) Gegend oder in beiden gestalten sich soziolinguistische Effekte, wie z. B. Hyperkorrekturen, aus.
In der Sprachforschung des Deutschen ist das Konzept kaum verankert, wohl auch, weil Spracheinstellungsstudien, die zur Diagnose von linguistischer Unsicherheit benötigt werden, erst seit den 2010er Jahren vermehrt durchgeführt werden. Vorgängerarbeiten zur sprachlichen Unsicherheit gibt es jedoch, z. B. bei Deutschsprechern in Österreich.